# Ambrose St. John
Ambrose St. John (Edgbaston, 1815 - 24 de mayo de 1875) fue un sacerdote, lingüista y traductor católico inglés, perteneciente al Oratorio de San Felipe Neri y conocido por su amistad con el santo cardenal John Henry Newman.

## Biografía
Hijo de Henry Saint-John, descendente del barón St. John de Bletsoe, fue educado en la religión anglicana en la Westminster School y en el Christ Church de la Universidad de Oxford, donde se graduó como Máster en Artes y donde conoció a John Henry Newman.
Fue sacerdote anglicano. En 1841 llegó a ser capellán de Henry Wilberforce, primero en Walmer y después en East Farleigh. Por aquellos años el Movimiento de Oxford había acercado a muchas personas al conocimiento de la Iglesia primitiva y comenzaron a ver con buenos ojos a la Iglesia católica. Newman tenía sus dudas y se retiró a Littlemore, a las afueras de Oxford para rezar y estudiar, e invitó a amigos y discípulos a pasar temporadas ahí para hacer un curso de retiro o estudiar. Entre ellos se encontraba también St. John. Newman les había pedido que podrían estar con él con la condición de que no fueran a hacerse católicos, pues él aun no se decidía. Por eso, St. John se retiró y poco después fue recibido en la Iglesia católica, aproximadamente un mes antes de la conversión de Newman, en octubre de 1845. Después de pasar un corto período con Newman en Maryvale, donde vivía Wiseman, el primer obispo de Inglaterra después de Enrique VIII, quien los envió a Roma, para que se prepararan a recibir las órdenes sagradas dentro de la Iglesia católica.Ambos recibieron la ordenación sacerdotal el mismo día. 
Pio IX sugirió a Newman que conociera la espiritualidad de San Felipe Neri. Después del noviciado, el mismo Papa encargó a Newman que fundara el primer Oratorio de San Felipe Neri en Inglaterra. Se unieron al proyecto otros sacerdotes jóvenes también conversos. Posteriormente comenzaron los apostolados de la congregación del Oratorio de San Felipe Neri en Birmingham (1847), siendo después trasladados al suburbio de Edgbaston, en 1852. Otro grupo se fue a Londres y comenzaron ahí otro Oratorio. 
En ese lugar, St. John trabajó como misionero y profesor, destacando como académico clásico y lingüista, tanto en lenguas orientales como europeas. Murió mientras trabajaba en la traducción del libro de Josef Fessler sobre la infalibilidad papal. Newman tenía una capacidad increíble de trabajo y delegaba en St. John parte de ese trabajo, también académico. Al parecer, St. John murió de agotamiento y Newman sufrió pensando que había sido su culpa.

## Relación con Newman
John Henry Newman y Ambrose St. John compartieron una profunda amistad durante 32 años. Tras la muerte de St. John, Newman escribió que «lo he amado con tanta intensidad como un hombre a una mujer», y pidió ser enterrado en la misma tumba que él.
Estas expresiones y su relación ha llevado a especular sobre una posible relación homosexual entre ambos sacerdotes célibes, que nunca ha podido ser demostrada.

## Sepultura
El cardenal Newman, según sus deseos expresos, fue sepultado en la misma tumba que St. John, bajo una cruz de piedra con la leyenda latina Ex umbris et imaginibus in veritatem (‘de las sombras y fantasmas a la verdad’). Cuando se quisieron trasladar los restos de Newman, se descubrió que el ataúd y el cadáver se habían descompuesto por completo.